# Heinrich Harder

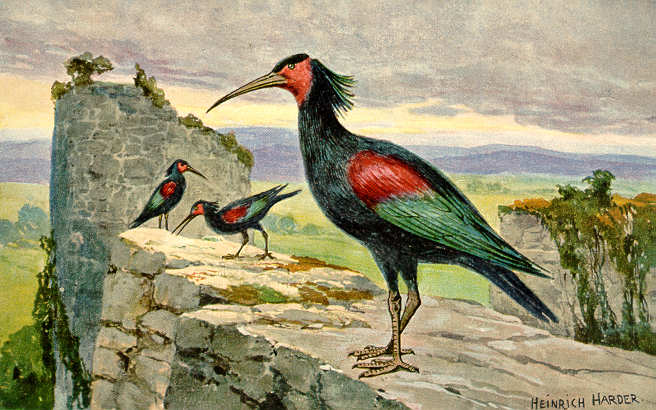
Ibis eremita, pintura de Heinrich Harder.

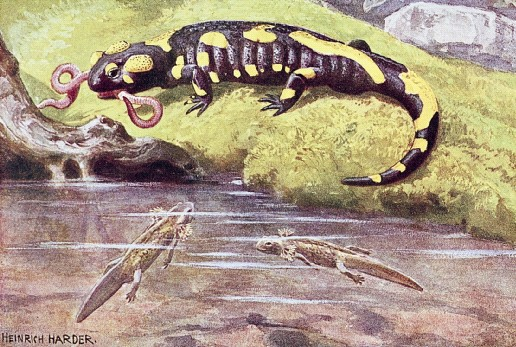
Salamandra común (Salamandra salamandra) pintada por Heinrich Harder.

Heinrich Harder (Putzar, 2 de junio de 1858 - Berlín, 5 de febrero de 1935) fue un artista alemán y profesor de arte en la Academia de las Artes de Prusia en Berlín.
Heinrich Harder, como paisajista, exhibió en 1891, en la Grosse Berliner Kunstausstellung (Gran Exposición de Arte de Berlín), varias pinturas inspiradas en los paisajes de Luneburgo, Mecklemburgo, y las montañas de Harz, así como en Suecia y Suiza.
También ilustró artículos de historia natural. Estos incluían una serie que acompañaba los artículos de historia de la tierra de Wilhelm Bölsche para Die Gartenlaube, una revista semanal. Además ilustró 60 tarjetas de dinosaurios y mamíferos prehistóricos para la Reichardt Cocoa Company.

## Biografía
Fue alumno de Eugen Bracht, y trabajó pinturas de paisajes inspirándose en lo que veía en Lunebourg, en Mecklembourg, y en las montañas de Harz, así como en Suecia y en Suiza ; en 1891, expuso en Großen Berliner Kunstausstellung (Gran Exposición de Arte de Berlín).
Ilustró además artículos de historia natural, junto al naturalista Wilhelm Bolsche, en la revista semanal Die Gartenlaube, y también es el autor de tarjetas ilustradas de dinosaurios y de mamíferos prehistóricos, que realizó por cuenta de la sociedad Reichardt Cocoa Company.
Debido a esas actividades, cumplió un rol importante en cuanto a la popularización y difusión de las imágenes de varias especies ya desaparecidas, entre ellas por ejemplo el Ibis eremita, desaparecido en Europa pero aún existente en otras regiones.

## Pinturas más importantes

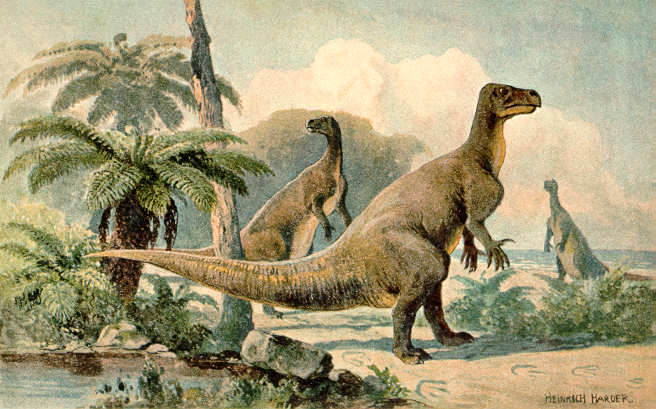
Iguanodon
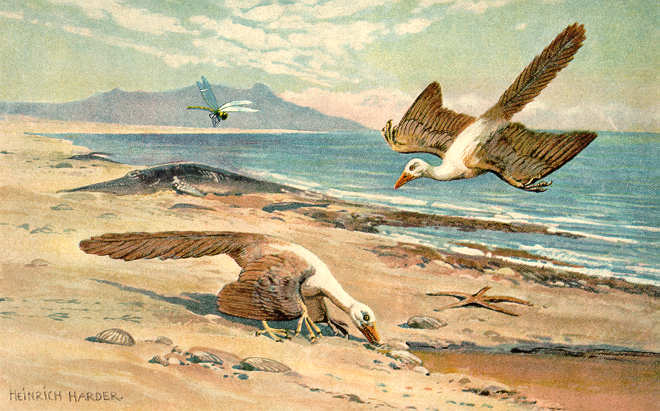
Archaeopteryx
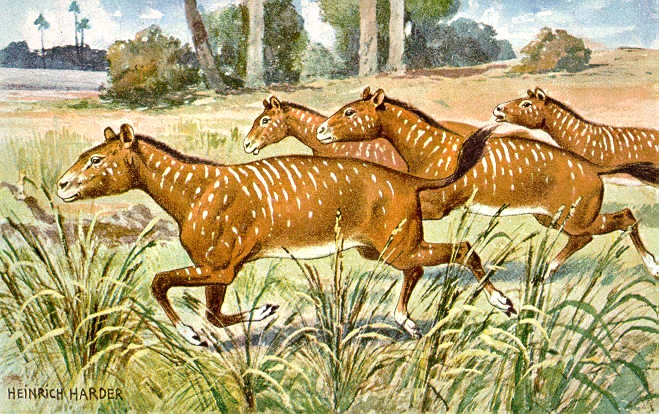
Mesohippus
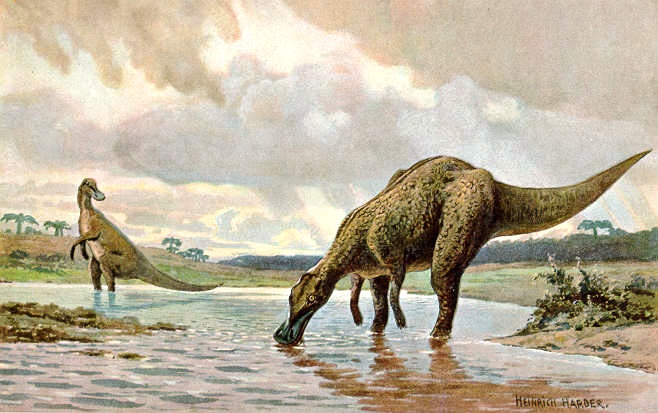
Hadrosaurus
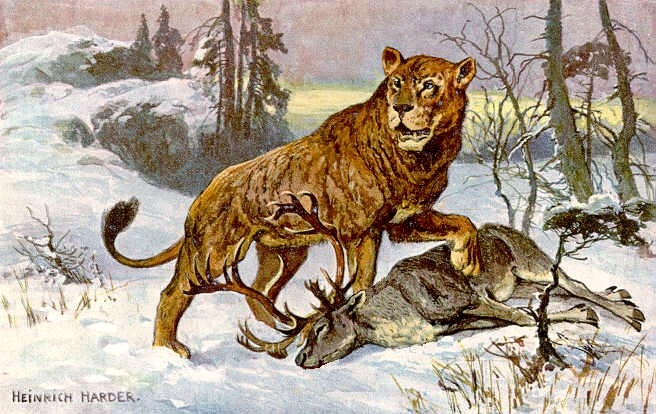
Panthera leo spelaea
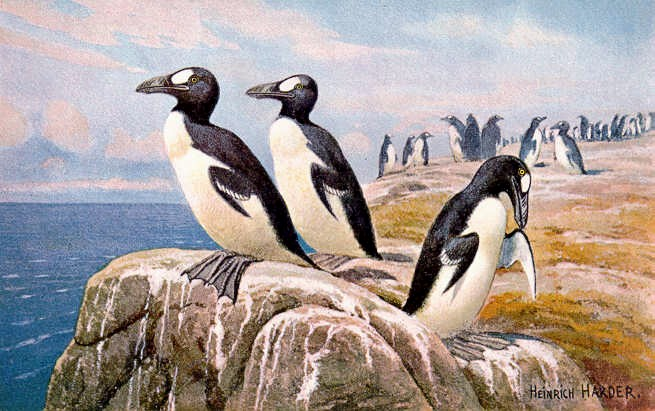
Pinguinus impennis
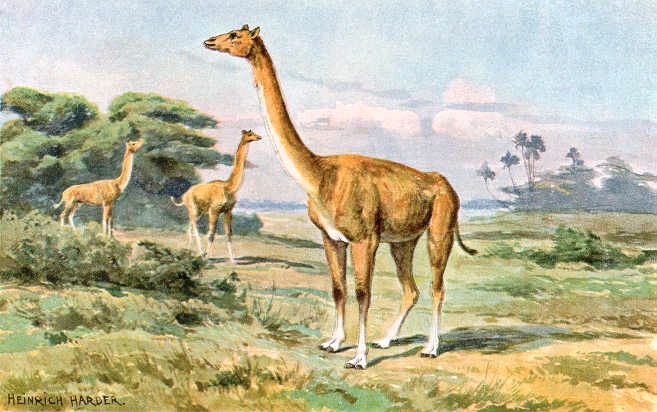
Aepycamelus
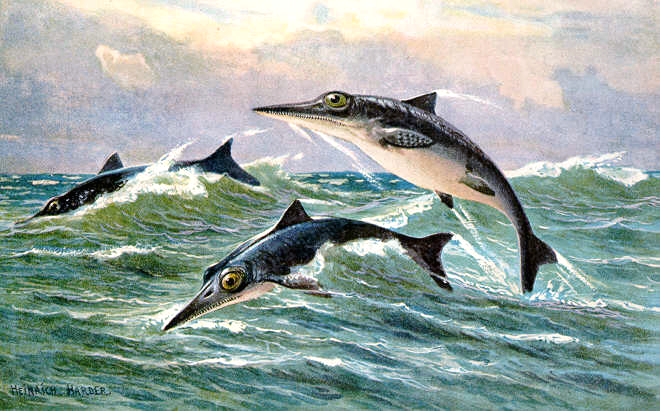
Ichthyosaurus
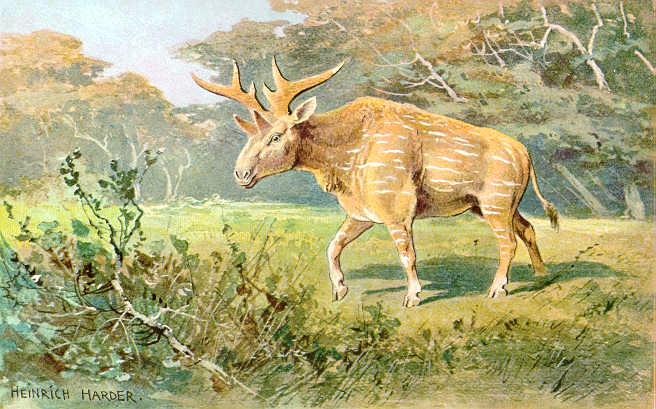
Sivatherium
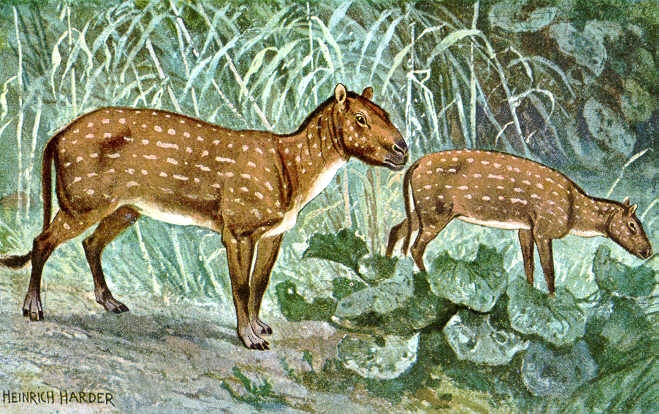
Eohippus
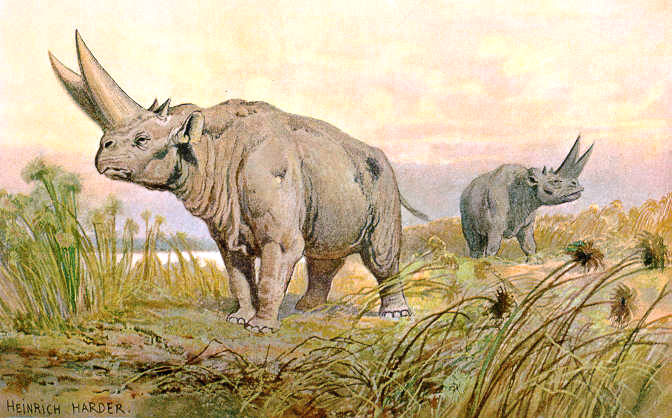
Arsinoitherium
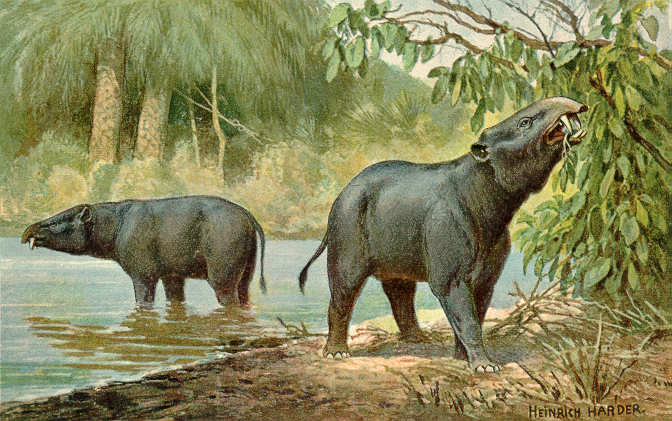
Moeritherium
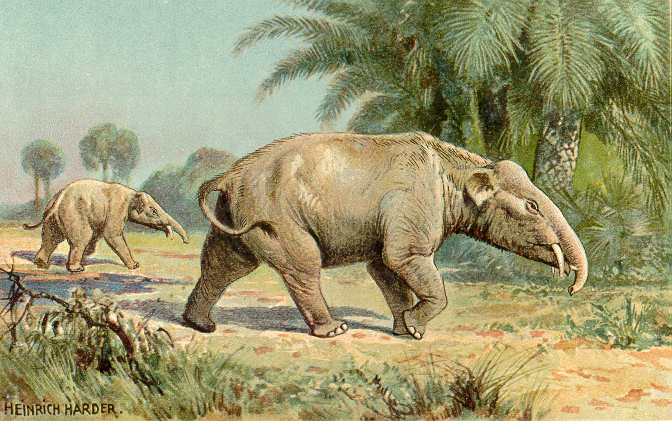
Palaeomastodon
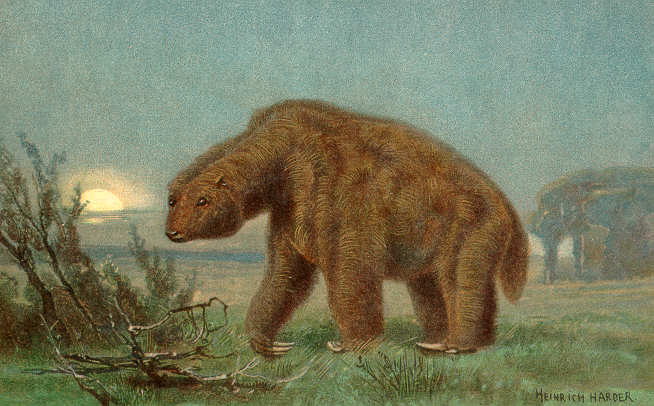
Megatherium
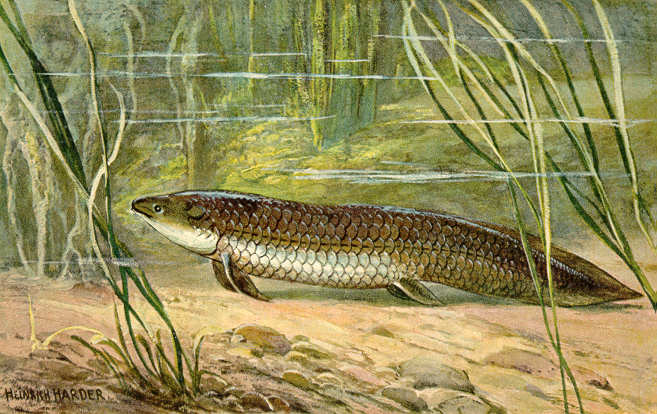
Ceratodus
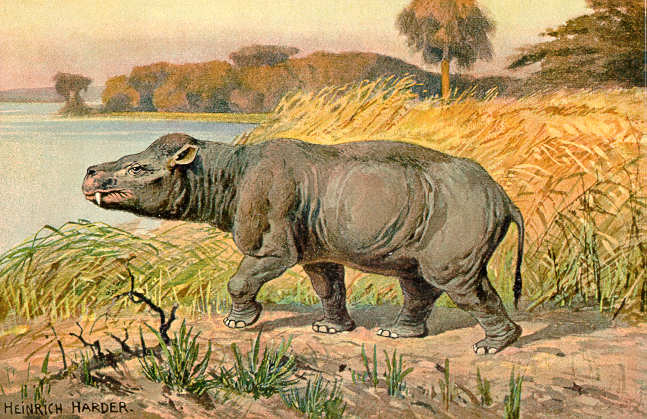
Coryphodon
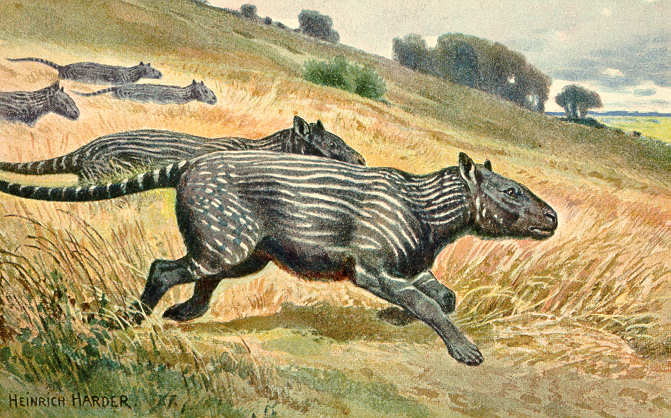
Phenacodus
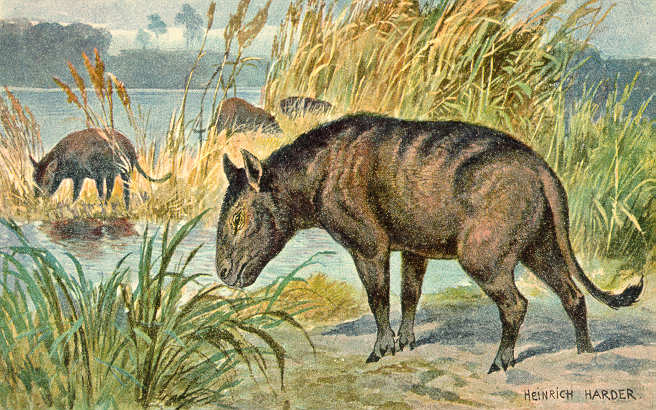
Oreodon
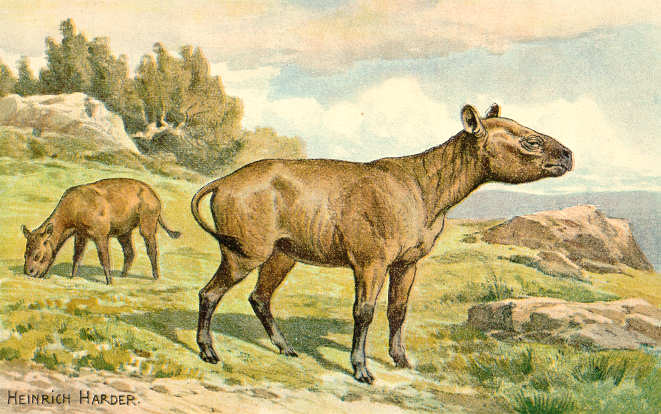
Hyracodon
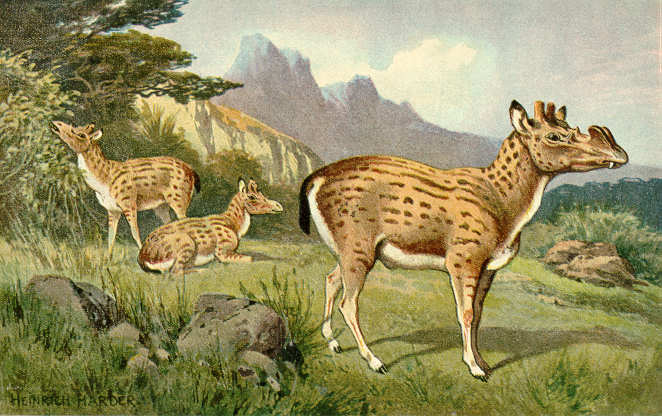
Protoceras
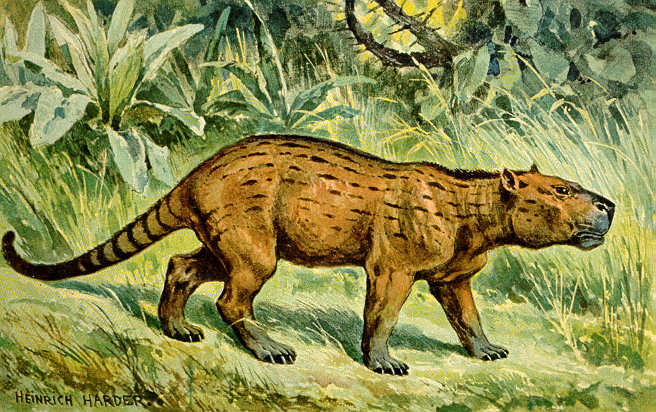
Pantolambda
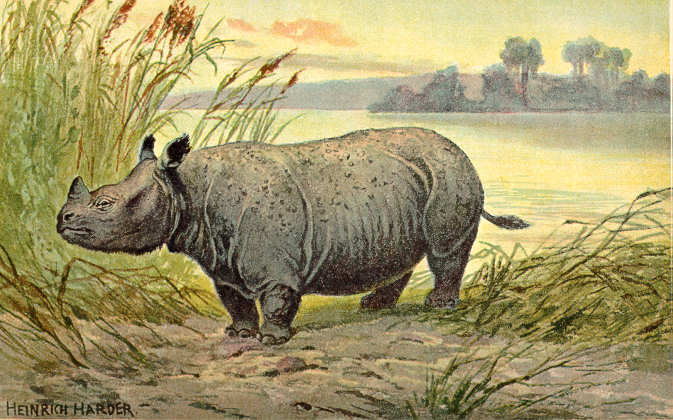
Teleoceras
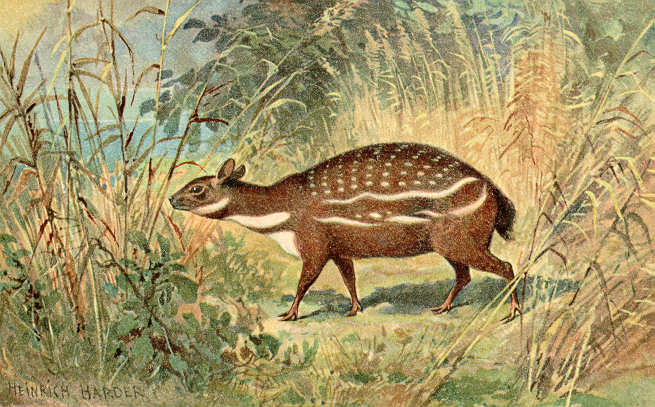
Dorcatherium
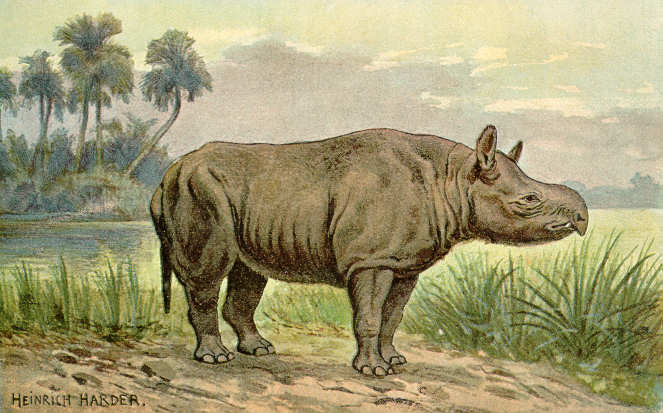
Aceratherium
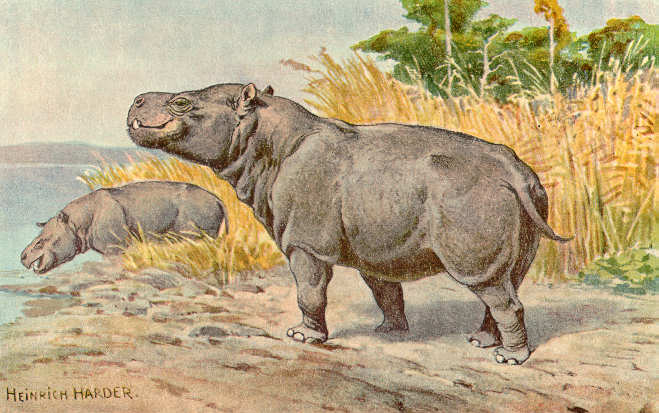
Metamynodon
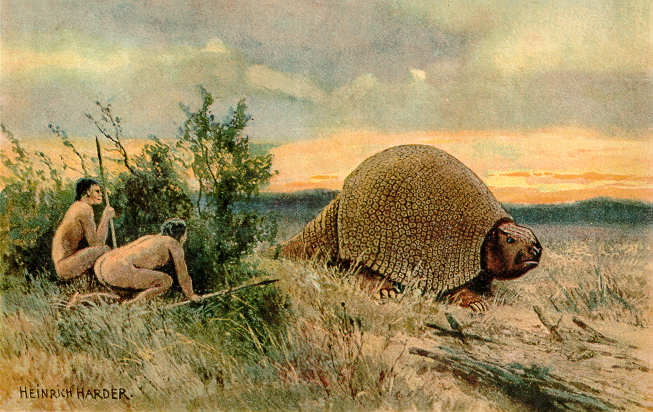
Glyptodon
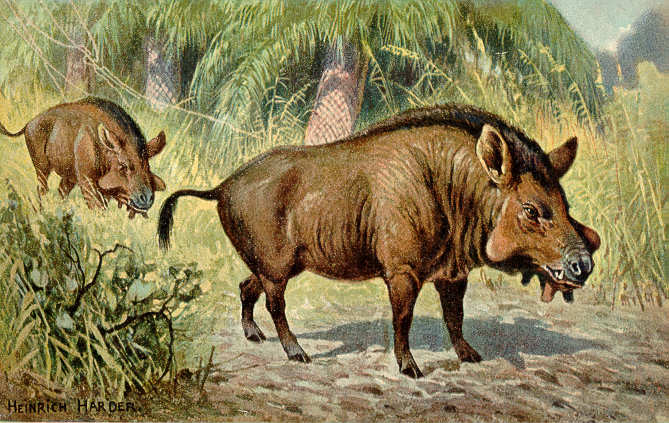
Elotherium
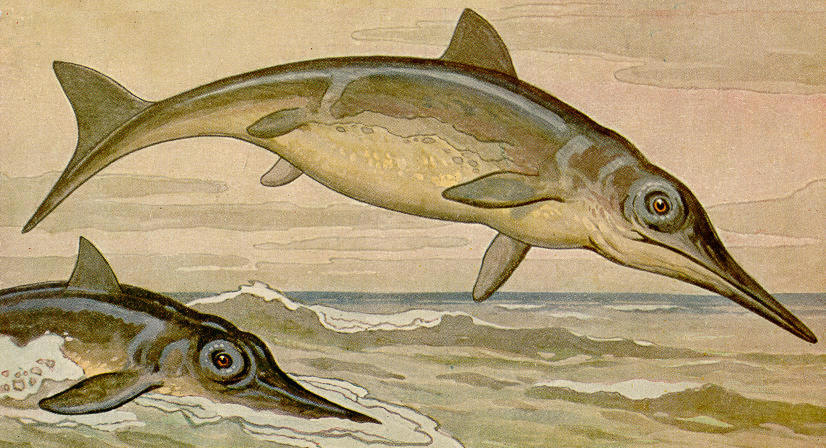
Ichthyosaurus
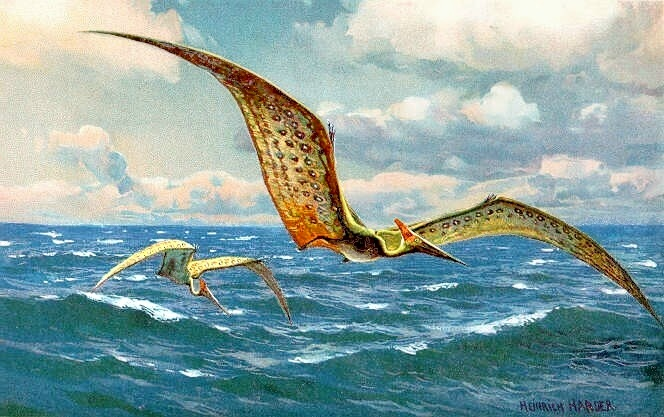
Pteranodon
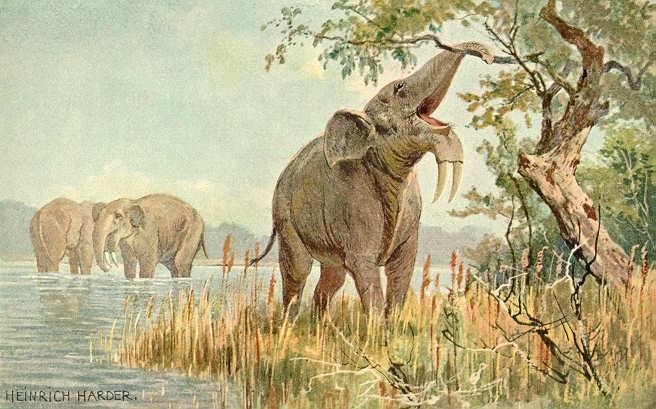
Deinotherium
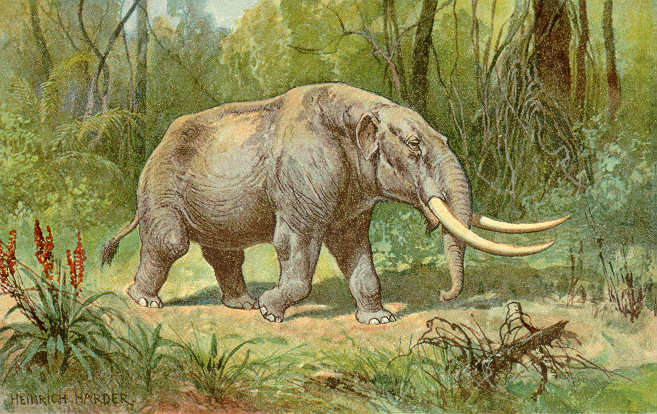
Mammutidae
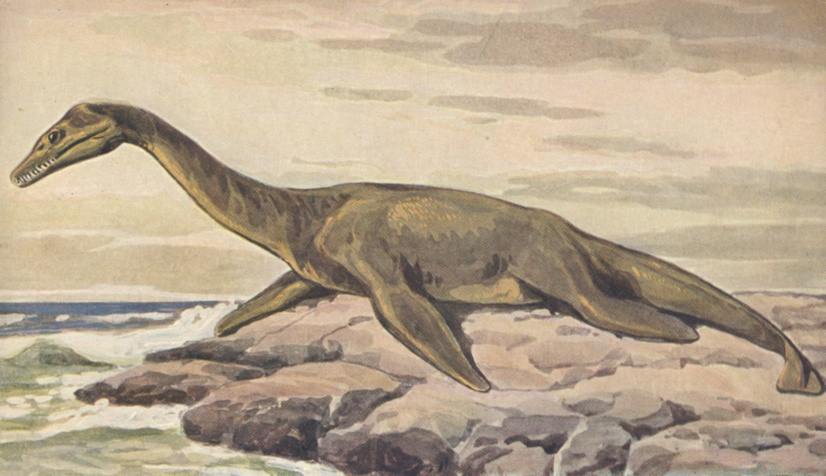
Plesiosaurus
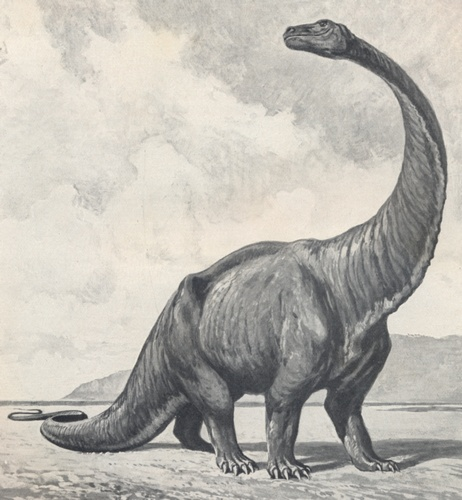
Gigantosaurus